# Giro del Lazio 1994
Il Giro del Lazio 1994, sessantesima edizione della corsa, si svolse il 17 settembre 1994 su un percorso di 206 km. La vittoria fu appannaggio dell'italiano Maurizio Fondriest, che completò il percorso in 5h34'01", precedendo l'italo-britannico Maximilian Sciandri e il connazionale Angelo Lecchi.
Sul traguardo di Roma 75 ciclisti, su 115 partenti da Tivoli, portarono a termine la competizione.

## Ordine d'arrivo (Top 10)
| Pos. | Corridore           | Squadra                     | Tempo    |
| ---- | ------------------- | --------------------------- | -------- |
| 1    | Maurizio Fondriest  | Lampre-Panaria              | 5h34'01" |
| 2    | Maximilian Sciandri | GB-MG Boys                  |          |
| 3    | Angelo Lecchi       | Brescialat-Refin            |          |
| 4    | Gianluca Bortolami  | Mapei-CLAS                  |          |
| 5    | Dmitrij Konyšev     | Jolly Componibili-Cage 1994 |          |
| 6    | Stefano Colagè      | ZG Mobili-Selle Italia      |          |
| 7    | Michele Bartoli     | Mercatone Uno-Medeghini     |          |
| 8    | Jesper Skibby       | TVM-Bison Kit               |          |
| 9    | Bjarne Riis         | Gewiss-Ballan               |          |
| 10   | Andrea Tafi         | Mapei-CLAS                  |          |